# Ахматукаев, Адам Абдурахманович
А́дам Абдурахма́нович Ахматука́ев (род. 8 сентября 1961, Алхан-Юрт, Чечено-Ингушская АССР) — чеченский писатель, поэт, переводчик, член правления Союза писателей Чечни, член Союза писателей России и Клуба писателей Кавказа. Народный писатель Чеченской Республики (2024).

## Биография
В 1979 году окончил Алхан-Юртовскую среднюю школу № 2 и в том же году поступил на физико-математический факультет Ставропольского государственного педагогического института. После 3-го курса перевелся на заочное отделение и через год, в 1983-м, досрочно закончил вуз, сдав разницу в учебном плане. Второе высшее образование получил в 2007 году в Московской академии экономики и права по специальности "экономика". Работал на различных должностях от сельского учителя до государственного служащего.
Адам Ахматукаев написал своё первое стихотворение в седьмом классе. Известный чеченский поэт Хусейн Сатуев взял его под свою опеку. По его рекомендации стихи Ахматукаева были впервые напечатаны в 1979 году в Урус-Мартановской районной газете «Ленинская правда». Затем он начал регулярно печататься в этом издании, а также  в республиканской газете "Ленинан некъ" и журнале "Орга". В 1980-1990-е годы стихи Ахматукаева были опубликованы в ряде коллективных сборников молодых литераторов республики. В 1998 году вышла первая книга стихов поэта - «Буьйсанан мукъамийн гIайгIа» («Печаль ночных мелодий»). 
Адам Ахматукаев пишет на чеченском и русском языках. Основные направления его творчества: поэзия, проза, публицистика, художественный перевод. 
Автор более десяти книг поэзии. Соавтор более двадцати коллективных сборников. Автор-составитель словаря эпитетов чеченских народных песен илли и книги собственных переводов белорусской поэзии на чеченский язык. Перевел произведения около ста российских и иностранных авторов. Стихи Адама Ахматукаева также переведены на многие языки, в том числе: на азербайджанский, балкарский, белорусский, грузинский, ингушский, казахский, калмыцкий, осетинский, русский, таджикский и другие.
Является активным участником многих литературных форумов и «круглых столов» международного формата. Представляя чеченскую литературу на этих и подобных литературных площадках, установил и расширил творческие связи между чеченскими и инонациональными писателями, в частности, благодаря его деятельному партнерству активное развитие получили чеченско-белорусские и чеченско-астраханские литературные и издательские связи.
Адам Ахматукаев является лауреатом нескольких литературных премий, в числе которых: премия Союза писателей-переводчиков России «Светить всегда» с вручением ордена «В.В.Маяковский» (2012), премия Интеллектуального центра Чеченской Республики «Серебряная сова» в области литературы (2017), премия Союза Российских писателей и Клуба писателей Кавказа имени Салиха Гуртуева с вручением медали (2019).
Отмечен наградами Чеченской Республики: медалью «За заслуги перед Чеченской Республикой» (2019), медалью «100 лет образования Чеченской Республики» (2023), Почетным знаком «За трудовое отличие» (2016), Почетными грамотами Главы и Правительства (2021, 2022), Благодарственными письмами Парламента (2013, 2015).
Имеет много ведомственных наград федерального и регионального уровней, в том числе медали и почетные знаки МВД России и его подразделений, Почетные грамоты Союза писателей России, Благодарственные письма Федерального редакционного совета Программы поддержки национальных литератур народов России. Награжден также в Республике Беларусь – медалями, грамотами и благодарственными письмами.
В 2016 году был награждён Почётным знаком «За трудовое отличие». В 2019 году Ахматукаев стал лауреатом литературной премии имени Салиха Гуртуева.
Награждён в 2019 году Медалью «За заслуги перед Чеченской Республикой».
В 2024 году удостоен звания «Народный писатель Чеченской Республики».

### Книги

#### На чеченском языке
1. Ахматукаев, А. Аьзнаш = Голоса: стихаш, поэма, гочдарш / А. Ахматукаев. — Махачкала: Типография АЛЕФ, 2020. — 158 агІо.
2. Ахматукаев, А. Буьйсанан мукъамийн гІайгІа = Тревога ночных мелодий / А. Ахматукаев. — Соьлжа-ГІала: Нохчийн книгийн издательство, 2005. — 136 агІо.
3. Ахматукаев, А. Буьйсанан мукъамийн гІайгІа = Тревога ночных мелодий / А. Ахматукаев. — Іалхан-Юрт, 1998. — … агІо.
4. Ахматукаев, А. Лула-кулахь… = По соседству…: [берашна поэма] / А. Ахматукаев. — Грозный: АО "Издательско-полиграфический комплекс «Грозненский рабочий», 2017. — 48 агІо.
5. Ахматукаев, А. Лула-кулахь… = По соседству…: [берашна поэма] / А. Ахматукаев. — Грозный: ГУП "Издательско-полиграфический комплекс «Грозненский рабочий», 2007. — 48 агІо.
6. Ахматукаев, А. Цкъа мацца а, цул т1аьхьа… = Когда-то потом…: стихаш, поэмаш / А. Ахматукаев. — Сольжа-ГІала: Нохчийн книгийн издательство, 2005. — 80 агІо.
7. Ахматукаев, А. Іиндаг1ийн боданехь = Во тьме теней: стихаш, поэмаш / А. Ахматукаев. — Грозный: ФГУП "Издательско-полиграфический комплекс «Грозненский рабочий», 2013. — 288 агІо.
8. Белорусийн поэзин аг1онаш = Страницы белорусской поэзии / пер. А. А. Ахматукаева. — Грозный: АО "Издательско-полиграфический комплекс «Грозненский рабочий», 2018. — 112 агІо.

#### на русском языке
1. Ахматукаев, А. На стыке жестоких эпох: / пер. Ю. Щербакова, Ю. Гладкевича. — [б.м.]: Издательские решения, 2018. — 118 с.
2. Ахматукаев, А. Прозрений долгие дороги: поэзия, публицистика / А. Ахматукаев. — Грозный: АО "Издательско-полиграфический комплекс «Грозненский рабочий», 2016. — 272 с.

#### на белорусском языке
1. Ахматукаев, А. Земля Айчыны: поэзия / А. Ахматукаев. — Минск, 2019. — …агІо.

### Коллективные сборники

#### на чеченском языке
1. Ахматукаев, А. Ас дина тоба = Я обещал: стихаш // Малх лаьцначохь. Дийцарийн, стихийн гулам / х1отт. И. И. Эльсанов. — Грозный: Чечено-Ингушское издательско-полиграфическое объединение «Книга», 1990. — А.159-165.
2. Ахматукаев, А. Ас дина тоба = Я обещал: стихаш // Нана-Нохчийчоь. Нохчийн поэтийн байтийн гулар / х1отт. В. Дыхаев, А. Шайхиев. — Махачкала: Дагкнигоиздат, 1996. — А.169-170.
3. Ахматукаев, А. Ас дина тоба = Я обещал: стихаш // Нохчийн поэзийн антологии = Антология чеченской поэзии / сост. Л. Ибрагимов. — Москва: НО БКФ «Солнце», 2003. — А. 563—564.
4. Ахматукаев, А. «Беран б1аьра хьоьжу къона нана…» = «В глаза ребёнка смотрит молодая мать…»: стих // Созвездие. Сборник очерков, зарисовок и стихов о женщинах Чеченской Республики / сост. Л. Яхъяев, Х. Юнусов. — Грозный: ФГУП "ИПК «Грозненский рабочий», 2010. — А. 216.
5. Ахматукаев, А. Б1аьстенан догІа = Весенний дождь: стихаш /А. Ахматукаев // Сатасаран сахьт = Час рассвета: стихи, поэма / ред. М. М. Ахмадов. — Грозный: Чечено-Ингушское книжное издательство, 1986. — А. 176—187.
6. Ахматукаев, А. Сан ненан г1евлангахь… = У изголовья моей мамы…: стихаш // Ма деха дара и 1а = Какой долгой была та зима: стихи и проза /сост. И. И. Эльсаев. — Грозный: Книга, 1991. — А. 203—214.
7. Ахматукаев, А. «Со нанас до1анна…» = «Молитвы матери…»: стихаш // Нохчийн поэзии / х1отт. Хь. Аболханов, Б. Шамсудинов. — Соьлжа-ГІала: ФГУП «Издательско-полиграфический комплекс „Грозненский рабочий“», 2011. — А. 384—392.
8. Ахматукаев, А. Чай, Ешаппий = Медведь и колдунья: [туьйра] // Нохчийн туьйранаш /А. Юсупхаджиева, А. Уциев. — Соьлжа-ГІала: АО "ИПК «Грозненский рабочий», 2020. — А. 104—105.
9. Ахматукаев, А. «Хьо езарал хала ду хьо йовза…» = «Узнать тебя сложнее, чем любить…»: стихаш // Яйалур йоцу цІе = Пламя негасимое / ред. Р. А. Чараева. — Соьлжа-ГІала: ГУП «Книжное издательство», 2006. — А. 39-40.
10. Ахматукаев, А. «Хьо яцара, хьан кехаташ дара…» = «Не ты была, а твои письма…»: стих // Дерриге — хьуна / ред. Р. А. Чираева. — Сольжа-ГІала: ГУП Книжное издательство, 2006. — А. 35.
11. Сатуев, Хь. Лаьмнийн мукъамаш. Нохчийн литературин классика = Напевы гор. Классика чеченской литературы: стихаш, поэмаш, баснеш / Хь. Сатуев; х1отт. А. Ахматукаев. — Ростов-на-Дону: ООО «Медиа-Полис», 2019. — 560 агІо.
12. Сатуев, Хь. Сан ага — Нохчийчоь = Чечня — колыбель моя: избранные стихи, поэмы / Хь. Сатуев; х1отт. А. Ахматукаев. — Грозный: ФГУП «Издательско-полиграфический комплекс „Грозненский рабочий“», 2012. — 272 агІо.

#### на русском языке
1. Ахматукаев, А. В моей груди весна не отзвучала; «Здравствуй, здравствуй, старый мой знакомый!»; «Когда в глазах твоих растает звездный свет…»; «В тревогах над моей колыбелью…»: стихи / пер. С. Златорунский // Золотая строфа. — Альманах. Вып. № 3. — Москва: ООО «Отраслевая пресса», 2009. — С. 33.
2. Ахматукаев, А. Железная дорога; Пусть дерево стоит: стихи / пер. Ю. Щербаков // Казахстан — Россия. Литературный альманах. — Алматы: «Жібек жолы», 2017. — С. 406.
3. Ахматукаев, А. Земля Отчизны: стихи / А. Ахматукаев: переводы В. Куллэ // Современная литература народов России: поэзия (антология) / рук. проекта Д. Ицкович. — Москва, 2017. — С. 459—460.
4. Ахматукаев, А. Краснощекий закат отдыхает на горных вершинах: стихи // Мотивы гор. Современная чеченская поэзия в литературных переводах на русский язык / гл. ред. С. Соколкин. — Москва: «Белые журавли», 2018. — С.41-59.
5. Ахматукаев, А. Мои башни: стихи / пер. Ю. Щербаков // Вечный русский. Стихи и переводы / Ю. Н. Щербаков. — Москва: Издательский Дом «Литературная газета», Элиста: ЗАОр "НПП «Джангар», 2014. — С. 64-73.
6. Ахматукаев, А. Мои башни: [стихотворения чеченских поэтов в переводах Юрия Щербакова] // Напевы гор не выжжены пожаром / ред. С. А. Золотов. — Элсита: «Джангар», 2018. — С. 7-143.
7. Ахматукаев, А. Мои башни: стихи // Под тенью чинары. Сборник составленный из произведений членов Клуба писателей Кавказа / корректор Т. М. Ачабаева. — Нальчик: ООО «Печатный двор», 2015. — С. 303—307.
8. Ахматукаев, А. Мои башни: стихи // Пусть дерево растет / переводы Ю. Н. Щербакова. — Москва: Издательский дом «Литературная газета», 2015. — С. 340—349.
9. Ахматукаев, А. О, время лицемерия и лжи: стихи / пер. М. К. Лазарева // Избранное. Стихи, поэмы, переводы / М. К. Лазарева. — Элиста: ЗАОр "НПП «Джангар», 2017. — С. 199.
10. Ахматукаев, А. «О молодость, да разве в танце дело»; "Давно ли в туфлях мамы чья-то дочка; «Прощением очистилась душа»; Круглая беседка; Глагольное: стихи / пер. Ю. Щербаков // Татьянин день. Стихи о любви / Ю. Н. Щербаков. — Элиста: ЗАОр "НПП «Джангар», 2014. — С. 88-92.
11. Ахматукаев, А. Пусть дерево стоит; Железная дорога: стихи / пер. Ю. Щербаков // Дружба литератур — дружба народов! Статьи, стихи, переводы / ред.-сост. Ю. Н. Щербаков. — Москва: Издательский Дом "Литературная газета, 2015. — С. 65-66.
12. Ахматукаев, А. «С лунным светом беседу заводит ночь…»; Мои башни; Семья: стихи / пер. Е. Наска, Ю. Щербаков // Парад литератур. Литературно-художественный альманах современной поэзии и прозы России и постсоветского пространства. — Москва: «Белые журавли России», 2018. — С. 302—303.
13. Ахматукаев, А. «Я заставил плакать мать…» : стих / пер. Х. Борхаджиев // В дыму надежд. Стихи, переводы / Х. Борхаждиев. — Гудермес, 2006. — С. 82.
14. Ахматукаев, А. «Я заставил плакать мать…» : стих / пер. Х. Борхаджиев // Вчера и сегодня. Стихи, рассказы, повесть, переводы, статьи / Х. Борхаждиев. — Грозный: АО "Издательско-полиграфический комплекс «Грозненский рабочий», 2016. — С.169.
15. Опыт общей беды: [стихи (на чеч. и рус. яз.)]. — Грозный: ИПК «Грозненский рабочий», 2010. — 109 [2] с. — Содержание: Неправильный мир = Харц дуьне / Кровоточины = Ц1ийдаргаш / Ю. Гладкевич.
16. Умархаджиев, С. М. Чеченско-русский, русско-чеченский словарь математических терминов / С. М. Умархаджиев, А. А. Ахматукаев — Джохар, 1998. — 251 с.
17. Умархаджиев, С. М. Чеченско-русский, русско-чеченский словарь математических терминов / С. М. Умархаджиев, А. А. Ахматукаев. — 2-е изд — Тбилиси: Меридиани, 2010. — 251 с.

#### на балкарском языке
1. Ахматукаев, А. Кюн чыкъгъанда; Сенсиз къалдым, Анам; Юйюрюм; Къадарым: стихи / пер. С. Гуртуев. — Текст: непорседственный // Наши спутники. Из чеченской литературы / С. Гуртуев. — Нальчик: Издательство М. и В. Котляровых, 2017. — С. 139—142.

#### на казахском языке
1. Ахматукаев, А. «Мен кешікпей ораламын…»: стихи / пер. У. Акыпбеков // Оралу = Возвращение. Коллектив авторов; стихи и рассказы на казахском языке / сост. А. Шайхиев, С. Чахкиев. — Алматы «Жалын», 1990. — С. 259—267.

### В периодической печати

#### на чеченском языке
1. Ахматукаев, А. Ас дина тоба = Я обещал : стих // Ленинан некъ. — 1989. — 18 июнь.
2. Ахматукаев, А. «Ас нана елхийна, дуьнен чу вог1уш…» = «Я заставил плакать мать в первый день рожденья…» : стихи // Аргун. — 2019. — 11 фев. (№ 8-9).
3. Ахматукаев, А. «Ас нана елхийна дуьнен чу вог1уш…» = «Я заставил плакать мать в первый день рожденья…» : стих //Даймохк. — 2012. — 11 сент.
4. Ахматукаев, А. Ас нана елхийна дуьнен чу вог1уш = Я заставил плакать мать в первый день рожденья : стихаш // Орга. — 2009. − № 9. — А. 18-22.
5. Ахматукаев, А. Аштаркханера «Вайнах» = Астраханский «Вайнах» : [об Астраханской региональной общественной организации содействия развитию чеченской культуры «Вайнах»] // Даймохк. — 2017. — 8 авг.
6. Ахматукаев, А. Бакъонан мурд = Мюрид правды : [Сатуев Хьусайнан кхоллараллех] // Заманхо. — 2013. — № 5. — А. 105—108.
7. Ахматукаев, А. Бакъонан мурд = Мюрид правды : [Сатуев Хьусайнан кхоллараллех] // Маршо. — 2014. — 1 янв.
8. Ахматукаев, А. Бакъонан мурд = Мюрид правды : [Сатуев Хьусайнан кхоллараллех] // Орга. — 2012. — № 9. — А. 72-76.
9. Ахматукаев, А. Бакъонан мурд = Мюрид правды : [Сатуев Хьусайнан кхоллараллех] // Таллам. — 2015. — № 1. — С. 77-80.
10. Ахматукаев, А. Баттаза биинчу кхачано = Недоваренная еда : [забаре дийцар] // Орга. — 1990. — № 2. — А.93-95.
11. Ахматукаев, А. «Бахам лоьхуш…» = «В поисках наживы…» : стих //Ленинан некъ. — 1985. — 29 сент.
12. Ахматукаев, А. Б1арлаг1ех сибат ца х1отталуш… = Перед глазами не вставал твой образ: стихаш // Орга. − 2009. − № 2. − А. 8-12.
13. Ахматукаев, А. Б1аьстенан догІа = Весенний дождь : стих //Даймохк. — 2017. — 16 май.
14. Ахматукаев, А. Б1аьстенан догІа = Весенний дождь : стих //Даймохк. — 2018. — 4 май.
15. Ахматукаев, А. Б1аьстенан догІа = Весенний дождь: стих //Даймохк. — 2020. — 22 май.
16. Ахматукаев, А. «Беран бІаьра хьоьжу къона нана…» = «В глаза ребёнка смотрит молодая мать…» : стих // Аргун. — 2018. — 5 апр.
17. Ахматукаев, А. «Беран бІаьра хьоьжу къона нана…» = «В глаза ребёнка смотрит молодая мать…» : стих //Ленинан некъ. — 1984. — 29 апр.
18. Ахматукаев, А. «Беран бІаьра хьоьжу къона нана…»; «Тахана 1ехавахь ахь…»; «Цхьаъ д1айоьду…» = «В глаза ребёнка смотрит молодая мать…»; «Если сегодня обманешь…»; «Одна уходит…» : стихаш // Орга. — 1984. — № 3. — А. 58.
19. Ахматукев, А. Бертачу доьзалехь = В дружной семье: статья // Ленинан некъ. — 1981. — 30 сент.
20. Ахматукаев, А. Воккха хилла = Повзрослел : дийцар // Вайнах. — 2018. — № 1. — А. 8-10.
21. Ахматукаев, А. Генара Лермонтов а, гергаг1оьртина Бабченко а =…: статья // Орга. — 2013. — № 5. — А. 69-79.
22. Ахматукаев, А. Герга веъча, сан ирс хуьлу маьлхан «Нохчийчоь» = «Приезжая домой, я понимаю, мое счастье в солнечной Чечне» : [11 апрелехь 70 шо кхочур дара нохчийн поэтан Сатуев Хьусайнан] // Даймохк. − 2009. − 11 апр.
23. Ахматукаев, А. Гиначух, аьллачух, алаза дисинчух ойланаш = Мысли об увиденном, сказанном и недосказанном //Даймохк. — 2017. — 17 март.
24. Ахматукаев, А. Гуьйре = Осень : стихаш //Ленинан некъ. — 1987. — 23 сент.
25. Ахматукаев, А. ГІаргІулеш йог1ий, д1айоьлху = Журавли прилетают, улетают : стих //Аргун. — 2020. — 30 дек. — А. 8.
26. Ахматукаев, А. «Дагалецамо нигат хьоьху суна…» = «Воспоминания …. : стихаш // Орга. — 2007. — № 7. — А. 4-7.
27. Ахматукаев, А. Даймехкан саде1ар = Дыхание Родины : стихаш //Орга. — 1986. — № 1. — А. 71-73.
28. Ахматукаев, А. Дайн иллеш; Гуьйре = Песни отцов; Осень: стихаш // Ленинская правда, 1980. — 2 нояб.
29. Ахматукаев, А. Дакх = Береза : стих //Ленинан некъ. — 1982. — 8 авг.
30. Ахматукаев, А. Дакх; Ирхенаш; Латтийтийша дитт = Береза; Подъёмы; Пусть дерево растет : стихаш // Даймохк. − 2010. − 5 июнь.
31. Ахматукаев, А. Дакх; Нене; „Къора къарбеш…“ = Береза; Матери; „…“ : стихаш // Ленинская правда, 1982. — 19 дек.
32. Ахматукаев, А. Дахар, хьан когашкахь я цу хьан баьрчехь = Жизнь у ног или в вышине: стихаш / А. Ахматукаев. // Орга. — 2008. — № 11. — А. 34-37.
33. Ахматукаев, А. Дахаран илли; Ас нана елхийна; Буьйсанан мукъамийн гІайгІа; Даймехкан латта; Къежлуш ду гІенаш; Ненан хІусамехь; Юьхь ю сан, нана; Вижу догІа илли; Зудабер; Гуьйренан Іуьйренаш; КІайн туьйра; Цкъа дагаваллал…; Хьан цІарах, Нохчийчоь = Песня жизни; Я заставил плакать мать; Печаль ночных мелодий; Земля отцов; Седеют сны; В домк матери; Колыбельная; Девочка; Осеннее утро; Белая сказка; Именем твоим, Чечня : стихаш / А. Ахматукаев. // Орга. — 2014. — № 10. — А. 24-27.
34. Ахматукаев, А. Дахаран некъаш тІехь; Мартане = По дорогам судьбы; Мартанке: стихаш // Ленинская правда. — 1979. — 18 май.
35. Ахматукаев, А. Дахарехь оьзда лар = : статья // Ленинан некъ. — 1985. — 19 июнь.
36. Ахматукаев, А. «Дацарна аш со ма вийца…» : стихаш / Ленинская правда, 1982. — 31 янв.
37. Ахматукаев, А. Декхар = Обязанность : дийцар // Орга. — 2015. — № 1-2. — А. 29-34.
38. Ахматукаев, А. «Дог дика» : [цІе йолу Эдильсултанов I. книга араяларна хьокъехь] // Ленинан некъ. — 1989. — 20 авг.
39. Ахматукаев, А. «Дуьне а гина и яц…» = Она не видела… : стихаш // Орга. — 2002. — март-апрель. — А. 10-11.
40. Ахматукаев, А. Еарин буьйса; Ц1ерпоштан некъ = Ночь четверга; Железная дорога : стихаш // Ленинан некъ. — 1989. — 9 авг.
41. Ахматукаев, А. Езначуьнга = Любимой: стихаш // Ленинан некъ. — 1987. — 13 нояб.
42. Ахматукаев, А. Екхачу церан са соьмах : стихаш // Даймохк. — 2007. — 26 янв.
43. Ахматукаев, А. Стихаш // Вайнах. — 2011. — № 10. — А. 4-6.
44. Ахматукаев, А. Ирсан тІегІа; Б1аьстенан догІа; 1уьйре = Ступенька счастья; Весенний дождь; Утро : стихаш // Орга. — 1981. — № 4. — А. 37-38.
45. Ахматукаев, А. Ирсан тІегІа = Ступенька счастья: стихаш // Ленинская правда. — 1980. — 8 июнь.
46. Ахматукаев, А. Ирхенаш; «Дацарна аш со ма вийца…»; Яхна хан = Подъёмы; „…“; Время прошло : стихаш // Ленински правда, 1981. — 21 окт.
47. Ахматукаев, А. Йисна хьо яханчу хенахь = Осталась ты в прошлом : стихаш // Вайнах. — 2007. — № 11. — А. 37-38.
48. Ахматукаев, А. Йоьлхур яц нана = Не будет плакать мать : поэма / А. Ахматукаева // Нана. — 2007. — № 3. — А. 37-41.
49. Ахматукаев, А. «Кестта со цІа вогІу аьлла…»; «Ши чІегІардиг…» = «Сказав скоро я приеду…»; «Две ласточки…» : стихаш // Ленински правда. — 1985. — 25 авг.
50. Ахматукаев, А. Кехат; Зелимханов Мохьмадан безамна = Письмо; Памяти Магомеда Зелимханова : стихаш // Орга. — 1985. — № 2. — А. 74-75.
51. Ахматукаев, А. «Кешнийн кертахь да висинчу дийнахь…»; Дакх = «В день, когда похоронили отца…»; Береза : стихи // Аргун. — 2019. — 11 марта. (№ 16-17).
52. Ахматукаев, А. Концерташца — аренашка = С концертами — на поля : [о работе Алхан-Юрт. СДК] //Ленинан некъ. — 1985. — 21 июнь.
53. Азматукаев, А. Кхеле йилла Нохчийчоьнан оьмар = Выставить на суд век Чечни… // Аргун. — 2018. — 5 февр.
54. Ахматукаев, А. «Кхерч багахь а…»; «Мел ирсе ваьхнарг а …»; «Гуьйренан 1уьйренаш…» = «Когда очаг не погас…»; «Даже самый счастливый…»: стихаш // Ленински правда. — 1984. — 13 июль.
55. Ахматукаев, А. Кхолламан хьаьркаш = Знаки судьбы : стихаш // Маршо. — 2012. — 1 янв. — С 11-12.
56. Ахматукаев, А. Кхузахь 1алашйо истори = Здесь сохраняют историю : [Нохч-ГІалгІайн пачхьалкхан цхьанатоьхначу музейхь] //Ленинан некъ. — 1989. — 17 май.
57. Ахматукаев, А. Къоначеран гІуллакхаш = Дела молодых : статья // Ленинан некъ. — 1986. — 5 март.
58. Ахматукаев, А. Къоначеран гІуллакхаш = Дела молодых : статья // Ленински правда. — 1986. — 19 март.
59. Ахматукаев, А. Лаамийн некъ = Дорога желаний или Желанная дорога: стихаш // Ленинская правда. — 1979. — 1 апр.
60. Ахматукаев, А. «Ломан кІажа суьйре тийна юссу…»; «Вижо дог1у илли ненан ц1арахлера» = «В горы ночь опускается тихо…»; «Колыбельная…» : стихаш // Орга. — 1987. — № 2. — А. 84-85.
61. Ахматукаев, А. «Ма айбийша орам хадо диг…» = «Не рубите корни…» : стихаш // Ленински правда. — 1988. — 25 нояб.
62. Ахматукаев, А. Машаран хІайкалш = Талисмны Машар : [«Лаьмнийн х1аикал» Айдамирова Машаран керла роман] / А. Ахматукаев.- Текст: непосредственный // Даймохк. — 2013. — 16 апр.
63. Ахматукаев, А. Маьлхан дашо б1арлагІа = Золотое очертание солнца : дийцар //Ленинан некъ. — 1989. — 22 окт.
64. Ахматукаев, А. Мила ву бехке? = Кто виноват? : статья // Ленински правда. — 1987. — 5 авг.
65. Ахматукаев, А. Ненан мотт безаш хилча = Когда любишь родной язык : [вайн республикехь д1аяьхьначу дуьххьарлерачу ненан матехула республикански олимпиада] //Ленинан некъ. — 1989. — 21 апр.
66. Ахматукаев, А. Нене = Матери : стих //Ленинан некъ. — 1982. — 31 янв.
67. Ахматукаев, А. Нохчийн литературехь ойла а, амал а нохчийн хила еза…" = В чеченской литературе и мысли и характер должны быть чеченскими : [интервью с А. Ахматукаевым] / записал А.-Б. Арсанукаев //Даймохк. — 2012. — 20 декаб.
68. Ахматукаев, А. Нохчийн мотт; Нохчийн маттахь = Чеченский язык; На чеченском языке : стихаш // Маршо. — 2019. — 17 май.
69. Ахматукаев, А. Нохчийн мотт; Нохчийн маттахь = Чеченский язык; На чеченском языке : стихаш // Аргун. — 2018. — 23 апр.
70. Ахматукаев, А. Нохчийн мотт — сан коьрта илли = Родной язык — главная песня моей жизни // Аргун. — 2018. — 23 апр.
71. Ахматукаев, А. Нохчийн маттахь : стих // Маршо. — 2021. — 1 янв. — А. 8.
72. Ахматукаев, А. Нохчийн маттахь : стих // Орга. — 2016. — № 3-4. — А. 21.
73. Ахматукаев, А. Нохчийчоь — сирласа са = Чечня — светлая душа : стихаш // Маршо. — 2014. — 1 янв.
74. Ахматукаев, А. Поэтан хьекъале дош = Мудрое слово поэта : [Хь. Сатуевн — нохчийн поэтан 50 шо кхачарна цуьнан кхоллараллех лаьцна] // Ленинан некъ. — 1989. — 7 май.
75. Ахматукаев, А. Салтичун кехат = Письмо солдата : стих // Ленинан некъ. — 1985. — 4 авг.
76. Ахматукаев, А. Сан г1енийн дастаза маь1на = Не разгадан смысл моих снов : стихаш // Орга. — 2010. — № 8. — А. 23-25.
77. Ахматукаев, А. «Сан ненан г1евлангахь…»; «Вижо дог1у илли…» = «У изголовья моей мамы…»; «Колыбельная…»: стихи // Аргун. — 2019. — 11 фев. (№ 8-9).
78. Ахматукаев, А. Сан шераш техкийна туьйра… = Мои года укачивала сказка: стихаш // Орга. — 2008. — № 8. — А. 11-16.
79. Ахматукаев, А. Синойн пхьоьха = Сход для душ: поэма // Аргун. — 2021. — 5 апр. — А. 4-5.
80. Ахматукаев, А. Синойн пхьоьха = Сход для душ: поэма //Маршо. — 2019. — 6 сент. — А. 6-7.
81. Ахматукаев, А. Синойн пхьоьха = Сход для душ: поэмин кийсак // Орга. — 2015. — № 5-6. — А. 12.
82. Ахматукаев, А. Синтемза ойланаш; «Суна хьо евзин зама…» = Неспокойные мысли; «Время нашего знакомства…»: стихаш // Ленинская правда. — 1984. — 24 апр.
83. Ахматукаев, А. Скайп = Скайп : дийцар // Маршо. — 2015. — 9 окт. — А. 6.
84. Ахматукаев, А. Скайп = Скайп : дийцар // Орга. — 2015. — № 7-8. — А. 15-19.
85. Ахматукаев, А. Со кхиийна б1аьвнаш ю чухерцаш… = Рушатся башни, воспитавшие меня : стихаш // Орга. — 2008. — № 5. — А. 11-12.
86. Ахматукаев, А. Со нанас до1анна айбинчу куьйгаш т1ехь кхиъна: стихаш // Орга. — 2009. — № 9. — А. 18-21.
87. Ахматукаев, А. «Со нанас до1анна айбинчу куьйгаш т1ехь кхиъна…»; «Сан ненан г1евлагахь…»; «Кешний кертахь да висинчу дийнахь…» = «Я рос на молитвах мамы…»; «У изголовья мамы…»: стихаш // Ленински правда, 1988. — 24 июнь.
88. Ахматукаев, А. «…Стихийн кепехь йолу искусство хетакх суна поэзи…» = Искусство в виде стихов я считаю поэзией : [беседа с членом Союза писателей РФ и ЧР А. Ахматукаевым] / записала П. Абубакарова // Нана. — 2012. — № 1-2. — А. 93-95.
89. Ахматукаев, А. Суна хьо евзина… = Я узнал тебя…: стих //Ленинан некъ. — 1985. — 16 июнь.
90. Ахматукаев, А. Суна ца хаьара…; Сан некъаш = Я не знал; Мои дороги: стихаш // Ленински правда, 1988. — 13 апр.
91. Ахматукаев, А. «Тийналлин де» = «День молчания»: стихаш / Адам Ахматукаев // Орга. — 2017. — № 1. — С. 67-71.
92. Ахматукаев, А. Т1ам бойна олхазар; Ойла сан кура ю алий… = Птица с подбитым крылом; Мысли мои гордые… : стихаш // Ленинан некъ. — 1981. — 1 нояб.
93. Ахматукаев, А. Т1аьхьенна дуьсур ду = Останется потомкам: (Сатуев Хьусайнах дагалецамаш) / Адам Ахматукаев // Маршо. — 2019. — 3 май. — А. 4.
94. Ахматукаев, А. Т1аьхьенна дуьсур ду = Останется потомкам: (Сатуев Хьусайнах дагалецамаш) / Адам Ахматукаев // Орга. — 2014. — № 4. — А. 56-59.
95. Ахматукаев, А. Хаттар; Цакхета… = Вопрос; Не понятно : стихаш // Ленинан некъ. — 1989. — 23 апр.
96. Ахматукаев, А. Хьан б1аьрхиш, нана = Материнские слезы : стихаш // Ленински правда. — 1983. — 9 май.
97. Ахматукаев, А. «Хьан г1иллакхаш — бай т1е дижна тхи…»; «Лома хьоьжуш, дино 1уьйшу гаьллаш…»; «Маттазчун легашкахь…» = «Твоя любезность — роса на траве…»; : стихаш // Ленински правда. — 1988. — 16 сент.
98. Ахматукаев, А. «Хьан к1ажарех летта беттаса…»; = «Твои косы отражают лунный свет…» : стихаш // Ленински правда. — 1988. — 27 янв.
99. Ахматукаев, А. «Хьо яцара, хьан кехаташ дара…» = «Не ты, а твои письма…» : стих // Ленинан некъ. — 1985. — 8 сент.
100. Ахматукаев, А. «Хьун екош 1ийна олхазарш тийна…» = «Лес звенел голосами птиц…» : стих // Стела1ад. — 1986. — № 2. — А. 3.
101. Ахматукаев, А. Хьуна а лиъна…= Ты захотела…: стихаш // Орга. — 2018. — № 4. — А. 64-65.
102. Ахматукаев, А. «Хьуний бен евзар яц…»; «Хьарг1анийн бодано…» = «Только ты узнаешь…»; «Стая ворон…»: стихаш // Ленински правда. — 1987. — 25 дек.
103. Ахматукаев, А. «Х1инца хьо ю боху, къу санна, бехказло лоьхуш…»; «Хьагъелла ойланаш тийча…»; Суна ца хаьара…; «Буьйсанах тешийна, сох лечкъош, лелийна къайле…»; «Хьан некъашна теба сан сатийсам…»; Сан некъаш; «Хьан ирсан ойланаш книгашна яьцна…»; «Сан даг чу хьежнахьан б1аьргаш…» = «Говорят, ты ищешь оправдание…»; Я не знал; «Тайну доверив ночной тишине…»; Мои дороги; «Глаза твои смотрели в душу мне…» : стихаш // Ленински правда, 1988. — 13 апр.
104. Ахматукаев, А. Ц1ахь = Дома: стихаш — Текст: непосредственный // Аргун. — 2020. — 14 дек. — А. 8.
105. Ахматукаев, А. Ц1ахь = Дома: стихаш — Текст: непосредственный // Маршо. — 2015. — 3 апр. — А. 6.
106. Ахматукаев, А. Ц1ахь; Юрт т1аьхьаелхош; Евзарий техьа?; Холбатахь санна…; Д1авахара; Дош — баьрче; Со нохчи ву; Собар = Дома; Узнал ли?; Ушел; Я чеченец; Терпение : стихаш // Орга. — 2013. — № 10. — А. 17-20.
107. Ахматукаев, А. Ц1ерпоштан некъ = Железная дорога : стихаш // Орга. — 2010. — № 8. — А. 68-69.
108. Ахматукаев, А. «Цхьаъ д1айоьду, ткъесах даг чу кхетий…»; «Тахана 1ехавахь ахь…» = «Одна уходит молнией блеснув…»; «Если сегодня обманешь ты…» : стихаш // Ленинская правда, 1983. 10 авг.
109. Ахматукаев, А. Ча а, ешап а = Медведь и колдунья: сказка // Стела1ад. — 1988. — № 3. — А. 8-9.
110. Ахматукаев, А. Ши илли = Две песни : стих //Ленинан некъ. — 1987. — 26 июль.
111. Ахматукаев, А. «Ши чІегІардиг…» = «Две ласточки…» : стих //Ленинан некъ. — 1983. — 28 авг.
112. Ахматукаев, А. Шиша = Бутылка : дийцар // Орга. — 2015. — № 3-4. — А. 61-63.
113. Ахматукаев, А. Шиша = Бутылка : дийцар // Маршо. — 2015. — 16 окт.
114. Ахматукаев, А. Іабдулла а, цуьнан лугІат а = Абдулла и его словарь //Даймохк. — 2013. — 23 апр.
115. Ахматукаев, А. 1аьнан юккъехь даьлла зезаг дайча… = Цветок, выросший по среди зимы…: стих // Даймохк. — 2016. — 23 дек.
116. Ахматукаев, А. Іаьржа туьте = Чёрная бусинка : дийцар // Орга. — 2016. — № 1-2. — А. 38-40.
117. Ахматукаев, А. Іуьйре; Б1аьстенан догІа = Утро; Весенний дождь: стихаш //Ленинская правда. — 1979. — 14 фев.

#### на русском языке
1. Ахматукаев, А. Боль рубцуется на генах… : стихи // Вайнах. — 2011. — № 6. — С. 12-14.
2. Ахматукаев, А. В моей груди весна не отзвучала : стихи /
3. Ахматукаев, А. // Вайнах. — 2009. − № 12. — С. 46-47.
4. Ахматукаев, А. В моей груди весна не отзвучала : стихи /
5. Ахматукаев, А. // Вести республики. — 2009. — 2 окт.
6. Ахматукаев, А. Есть у меня, что сказать : стихи // Вести республики. — 2012. — 14 июля.
7. Ахматукаев, А. Значение художественного произведения в эпоху «клипового мышления» : [тезисы выступления на пленарном заседании Международного симпозиума литераторов «Писатель и время»] // Вайнах. — 2017. — № 2. — С.101-103.
8. Ахматукаев, А. Карабкался за солнечной судьбой : стихи / пер. Ю. Щербаков // Литературная газета. — 2016. — № 44. — 9-15 нояб. — С. 11.
9. Ахматукаев, А. «Каспий — море дружбы» // Вайнах. — 2015. — № 7-8. — С. 90-94.
10. Ахматукаев, А. Мои башни : стихи / пер. Ю. Щербаков // Вайнах. — 2014. — № 11. — С. 2-5.
11. Ахматукаев, А. На дорогах грешных : стихи // Вайнах. — 2010. — № 12. — С. 36-37.
12. Ахматукаев, А. На стыке жестоких времен : стихи / А. Ахматукаев.- Текст: непосредственный // Маршо. — 2016. — 25 нояб. — С. 4.
13. Ахматукаев, А. О художественном переводе в чеченской национальной литературе // Вайнах. — 2019. — № 1. — С. 107—110.
14. Ахматукаев, А. Образ солнца золотой : рассказ / А. Ахматукаев.- Текст: непосредственный // Вайнах. — 2012. — № 1. — С. 45-47.
15. Ахматукаев, А. Опадает листва парашютами : стихи / пер. Ю. Щербаков, С. Золотов, Б. Свердлов, В. Казарин, И. Левитин, Ю. Багатов, Д. Немировская, В. Сокольский // Вайнах. — 2015. — № 11-12. — С. 19-23.
16. Ахматукаев, А. По соседству : поэма для детей // Истоки. — 2015. — № 3. — С. 18-23.
17. Ахматукаев, А. Поборник правды : [В доме культуры с. Алхан-Юрт отметили 75-летие Хусейна Сатуева] // Маршо. — 2014. — 2 май. — С. 4.
18. Ахматукаев, А. Поборник правды : [о творчестве Хусейна Сатуева] // Вести республики. — 2012. — 8 нояб.
19. Ахматукаев, А. Поборник правды [Текст]: [О творчестве Хусейна Сатуева] // Маршо. — 2019. — 17 мая. — С. 7.
20. Ахматукаев, А. Пока не настал этот день…: стихи / пер. Ю. Щербакова // Вайнах. — 2018. — № 2. — С. 55-57.
21. Ахматукаев, А. «Прозреете, когда меня не будет!»; С Надеждой; Железная дорога; Пусть дерево стоит; Альбом; Врач; Свершилось; Круглая беседка; Глагольное : стихи / пер. Ю. Щербаков // Маршо. — 2017. — 1 янв. — С. 11.
22. Ахматукаев, А. Пусть стоит это дерево! стихи // Вайнах. — 2012. — № 12. — С. 18-20.
23. Ахматукаев, А. Развод; Белая сказка; Закрылась и др. : стихи / Адам Ахматукаев; пер. с чеч. Ю. Щербакова // Аргун. — 2019. — 25 марта. (№ 20-21).
24. Ахматукаев, А. Скоро я домой приеду : стихи [Памяти Зелимханова Магомеда, погибшего в Афганистане] // Вести республики. − 2010. − 16 февр.
25. Ахматукаев, А. Скоро я домой приеду : стихи [Памяти Зелимханова Магомеда, погибшего в Афганистане] // Вести республики. — 2011. − 19 февр.
26. Ахматукаев, А. Смотрины : стихи // Вайнах. — 2019. — № 4. — С. 73-76.
27. Ахматукаев, А. Смотрины : стихи // Маршо. — 2019. — 22 март. — С. 7.
28. Ахматукаев, А. Снайперша с обоймой «добрых слов», или Отповедь «злого чеченца» : [рецензия на некоторые произведения «чеченфобов», в частности, Е. Наговицыной] // Маршо. — 2015. — 5 янв. — С. 10-11.
29. Ахматукаев, А. Снайперша с обоймой «добрых слов», или Отповедь «злого чеченца» : [рецензия на некоторые произведения «чеченфобов», в частности, Е. Наговицыной] // Нана. — 2014. — № 7-8. — С. 19.
30. Ахматукаев, А. Стихи / пер. Х. Борхаджиев // Вайнах. — 2006. — № 7. — С. 6.
31. Ахматукаев, А. Чеченская литература сегодня : [на вопросы портала «Созвучие» отвечает Адам Ахматукаев] / А. Ахматукаев: беседовал Алесь Карлюкевич // Вайнах. — 2017. — № 2. — С.104-108.

### Переводы
1. Богатов, Ю. Цхьанхьа-м = Где-то : стих / Ю. Богатов; гоч. А. Ахматукаев // Вайнах. — 2015. — № 11-12. — А. 22-23.
2. Богданович, М. Нехан махкахь = В чужой стране : стихи / М. Богданович; гоч. А. Ахматукаев // Даймохк. — 2018 — 20 фев.
3. Бородулин, Р. Миниатюраш; Ваха!; Нисдар = Миниатюры; Живи!; Поправки : стихаш / Р. Бородулин; гоч. А. Ахматукаев // Гоч. — 2017. — № 1. — А. 13.
4. Бородулин, Р. Сатийсар; Хуьллушехь, кхиъна, ма ца вог1ий цхьа…: стихаш / Р. Бородулин; гоч. А. Ахматукаев // Даймохк. — 2019. — 28 янв.
5. Гальперович, Н. Цхьана стигал к1ел = Под одним небом : стихаш / Н. Гальперович; гоч. А. Ахматукаев // Гоч. — 2017. — № 1. — А.12.
6. Гальперович, Н. Цхьана стигал к1ел = Под одним небом : стихаш / Н. Гальперович; гоч. А. Ахматукаев // Нана. — 2018. — № 3. — А. 51.
7. Гуртуев, С. 1944 шеран 8 март = 8 марта 1944 года : стихаш / С. Гуртуев; гоч. А. Ахматукаев // Орга. — 2018. — № 2. — А. 80- 82.
8. Золотов, С. Маржа безам, шех со тешна хилларг… = Была любовь, в которую я верил…: стих / С. Золотов; гоч. А. Ахматукаев // Вайнах. — 2015. — № 11-12. — А. 20.
9. Казарин, Д. Батальонан командира — политдекъан заместителе = Обращение командира батальона к заместителю по политчасти : стих / Д. Казарин; гоч. А. Ахматукаев // Вайнах. — 2015. — № 11-12. — А. 21-22.
10. Кобец, М. Дош; Малх = Слово; Солнце : стихаш / М. Кобец; гоч. А. Ахматукаев // Даймохк. — 2019. — 28 янв.
11. Колас, Я. Дорцан мукъамехь; Мотт цахуурш санна…; Янка = Под музыку вьюги; Как немые; Янка : стихаш / Я. Колас; гоч. А. Ахматукаев // Орга. — 2017. — № 3. — А. 90-91.
12. Короткевич, В. Даймахке; Марша 1ойла… = Родине; До свиданья : стихаш / В. Короткевич; гоч. А. Ахматукаев // Даймохк. — 2019. — 28 янв.
13. Котельникова, В. Сан хьомсара, сан сийлахь-деза латта… = Родная, заповедная земля…: стих / В. Котельникова; гоч. А. Ахматукаев // Вайнах. — 2015. — № 11-12. — А. 21.
14. Кулешов, А. Мински шоссе т1ехь = На шоссе Минска : стих / А. Кулешов; гоч. А. Ахматукаев // Гоч. — 2017. — № 1. — А. 10.
15. Кулиев, К. «Хийрачу мехкашкахь бух буьтуш товжа…» = «В чужих странах оставляя…» : стихаш / К. Кулиев; гоч. А. Ахматукаев // Даймохк. — 2017. — 27 окт.
16. Купала, Я. Маьрк1ажехь; Доккхачу дуьнен тІехь… = В сумерки; На большой планете…: стихаш / Я. Купала; гоч. А. Ахматукаев // Даймохк. — 2019. — 18 янв.
17. Купала, Я. Цхьанна а : поэма [ГІаплоллин бакъонан заманера] / Я. Купала; гоч. А. Ахматукаев // Орга. — 2017. — № 3. — А. 92-96.
18. Левитан, И. Къорачу кинорачух…= Словно смотришь немое кино…: стих / И. Левитан; гоч. А. Ахматукаев // Вайнах. — 2015. — № 11-12. — А. 22.
19. Лермонтов, М. Мцыри : поэма / М. Лермонтов; гоч. А. Ахматукаев // Даймохк. — 2016. — 14 окт.
20. Лермонтов, М. Мцыри : поэма / М. Лермонтов; гоч. А. Ахматукаев // Орга. — 2016 — № 9-10. — А. 73- 82.
21. Лермонтов, М. «Х1ан-х1а, хьо яц суна дукхаезарг…»; Ойла; «1одика йойла хьан, Россия…» : стихаш / М. Лермонтов; гоч. А. Ахматукаев // Хаьржинарш / х1отт. Э. Минкаилов. — Грозный: ФГУП "Издательско-полиграфический комплекс «Грозненский рабочий», 2014. — А. 146—149.
22. Назирали, К. Ирсе олхазарш = Счастливые птицы : дийцар / К. Назирали; гоч. А. Ахматукаев // Гоч. — 2017. — № 1. — А. 35-38.
23. Немировская, Д. 1а лаьтта… = Была зима…: стих / Д. Немировская; гоч. А. Ахматукаев // Вайнах. — 2015. — № 11-12. — А. 23.
24. Окуджава, Б. Уьтталг1а батальон = Десятый батальон: стих / Б. Окуджава; гоч. А. Ахматукаев // Аргун. — 2021. — 10 мая.
25. Радочинский, П. Сан хьоме езар = Я так тебя люблю : стих / П. Радочинский; гоч. А. Ахматукаев // Вайнах. — 2015. — № 11-12. — А. 21.
26. Свердлов, Б. Г1аш охьаоьхуш ду четарх… = Опадает листва парашютами…: [Владимир Замятинна] стих / Б. Свердлов; гоч. А. Ахматукаев // Вайнах. — 2015. — № 11-12. — А. 20-21.
27. Сокольский, В. Безамо хьерчадеш бехкаш…= Не была любовь безгрешной…: стих / В. Сокольский; гоч. А. Ахматукаев // Вайнах. — 2015. — № 11-12. — Аг1. 23.
28. Чуковский, К. Вайлозу = Айболит: стих / К. Чуковский; гоч. А. Ахматукаев // Стела1ад. — 2018. — № 1. — А. 21-25.
29. Шнип, В. «Ду, дуьне санна, шира и сан ден ц1а…» = «Мой отчий дом стар как мир..» : стихаш / В. Шнип; гоч. А. Ахматукаев // Гоч. — 2017. — № 1. — А. 11.
30. Шнип, В. Юхадерзделча и де х1инца; Серло д1аяй, ягча санна стигал… = Если бы можно было вернуть тот день; Свет погас, словно…: стихаш / В. Шнип; гоч. А. Ахматукаев // Даймохк. — 2019. — 28 янв.
31. Щербаков, Ю. Дахар х1ун ю?; Беттасин ларащца х1ордат1иэ 1ехош… = Смысл жизни…; Море лунной тропой перекрешенно : стихаш / Ю. Щербаков; гоч. А. Ахматукаев // Вайнах. — 2015. — № 11-12. — А. 19-20.